# Instituția religioasă Dār al-Iftā' al-Miṣriyyah
Dār al-Iftā' al-Miṣriyyah (arabă دار الإفتاء المصرية) a fost înființată în anul 1313 AH/1895 d.H, fiind concepută pentru a difuza în toată lumea conceptele islamice, îndeosebi cele religioase, scopul său fiind foarte bine definit chiar în primul său registru care cuprindea un pasaj care completa și clarifica menirea acesteia: 
Caiet de înregistrare a fatwā-s din teritoriul egiptean atribuite Excelenței sale, shaykh al moscheii al-Azhar, shaykh Hassuna al-Nawawi, prin ordinul superior emis de Ministerul Justiției, în data de 21 noiembrie 1895 și înaintat către Excelența Sa aparținând Ministerului Justiției, la data de 7 jumādā II 1313 AH 

## Istorie
Încă de când a ajuns la putere, în data de 8 iunie 2014, președintele egiptean Abdel Fattah el-Sisi a cerut reforme religioase importante. Sub conducerea sa, Guvernul a grăbit concretizarea schimbărilor în cadrul a trei instituții religioase de renume ale Egiptului – Dār al-Iftā' al-Miṣriyyah  (în arabă: دار الإفتاء المصري), Ministerul Donațiilor (în arabă: وزارة الأوقاف المصرية)   și  Universitatea Al-’Azhar (în arabă الأزهر). În anul 2015, Dār al-Iftā', o instituție de învățământ cunoscută pentru emiterea unor fatāwā (în arabă: sg. : فتوى; pl. : fatāwā, فتاوى),  în lumea musulmană, a  lansat o inițiativă pentru înființarea unui Secretariat pentru autoritățile Fatwā de pretutindeni. Creând un centru de talie mondială, instituția are ca scop reducerea și contracararea acelor fatāwā extremiste emise de clericii radicali 
Acestă dorință de a controla emiterea de fatwā fiind în continuare menținută, Parlamentul egiptean și-a propus să voteze un proiect de lege care să permită doar clericilor Consiliului Marilor Învățați, Dār al-Iftā', din cadrul universității Al-’Azhar și Departamentului General al Fatwā din cadrul Ministerului Donațiilor să emită fatwā în Egipt. De asemenea, proiectul de lege penalizează imāmii care nu emit fatwā prin mijloacele autorizate. 
Mai mult decât atât, Dār al-Iftā' pregătește personal specializat în emitarea de noi fatāwā și are ca scop înființarea unui centru de pregătire la nivel mondial.
Pe lângă toate aceste eforturi se numără și trimiterea învățaților islamici în comunitățile considerate vulnerabile față de radicalizare pentru a susține discursuri religioase și pentru a conduce sesiuni de reabilitare a celor considerați ca fiind extremiști violenți. 
Ministerul Egiptean al Donațiilor, de asemenea, a standardizat Rugăciunile de Vineri care le cer imāmilor să recite predici aprobate de Guvern, a închis moscheile considerate ca având viziuni radicale și a interzis clericilor extremiști să mai predice. Începând cu anul 2015, Ministerul a revocat autorizațiile a 55.000 de imāmi egipteni. 

## Înființarea Dār al-Iftā' al-Miṣriyyah, poziția și evoluția ei
Scopul emiterii de fatwā a fost unul cu principii stabile în perioada dinaintea ocupației britanice care nu a avut nicio influență asupra acestui proces, nici din punctul de vedere al organizării, dar nici asupra veniturilor și a tot ceea ce ține de sistemul judiciar. Această influență a fost însă exercitată de un muftī, interpret avizat al legii islamice šarīʿa, șeicul Al-Mahdī-al-ʿbbasī, cel care și-a păstrat funcția chiar și după colonizare. 
Multe date arată însă că Dār al-Iftā' a fost creată în sânul universității Al-Azhar și că funcția de muftī fusese preluată de ʿulamāʾ (ro. „oameni de știință”), ceea ce ne arată că legile și ordonanțele cu privire la finanțe, la evenimente de natură criminală care se refereau la iftā' înainte de anul 1895, trebuiau filtrate mai întâi de aceștia. 
După suprimarea instanțelor religioase, fatwā nu mai aparține ordinului religios, ci se reduce la cerințele individului sau ale instituțiilor. 
Dār al-Iftā' a ajuns să fie independentă din punct de vedere financiar și administrativ, deoarece aceasta nu mai depindea de Ministerul Justiției începând cu data de 1/11/2007, atribuindu-se în acest fel un registru intern și financiar, dar aparținea exclusiv din punct de vedere al structurii politice, motivul acestei afilieri fiind o latură comună dintre ambele instituții, care reprezintă rolul Dārei al-iftā' în cazurile pedepsei capitale.

### Un pas spre inovație
Mutarea reședinței lui Dār al-Iftā' într-un imobil special din strada ḥadīqa aḷ-khālidīn, în Cairo, în septembrie 1991, după ce aceasta ocupase în mod succesiv mai multe clădiri aparținând de sfera Ministerului Justiției (dat fiind faptul că aceasta încă depindea de el în plan administrativ în acea perioadă), va dota acest organism cu o infrastructură tehnică și administrativă proprie pentru a supraveghea muftīul: ea include doi foști sfătuitori, dintre care cel mai vechi în domeniu înlocuiește muftīul, în caz că aceasta nu este prezent și câțiva ʿulamāʾ care aparțineau de Al-ʾAzhar, fiind înlocuiți de un număr de tineri cercetători absolvenți ai Facultății de Sharīʿa sau de Drept din cadrul Al-ʾAzhar.
Pe de altă parte, un pas spre o nouă viziune îl reprezintă și introducerea calculatorului, pentru a clasa fatāwā și a găsi într-o manieră rapidă fatāwā anterioare. 
De asemenea, se observă apariția treptată a unor comisii acreditate în constatarea creșterii lunare a lunilor arabe, care depind exclusiv de Dār al-Iftā', aceste calcule astronomice de ordin ocular facând parte din atribuțiile šarīʿei, după cum ne arată șeicul Tanṭāwi, muftīu din 1995, ale cărui idei corespundeau cu cele ale șeicului Hassuna an-Nawawi, primul care și-a asumat funcția de muftīu (1895-1899), cu un rol foarte important în acest proces de modernizare, deoarece a dotat Al-'Azhar cu un consiliu de administrație și care a modificat câteva metode de învățământ.
În tot acest timp, de la funcția exercitată de Nawawi și cea exercitată de Tanṭāwi, s-a mai remarcat și șeicul Muḥammad ʿAbduh (1899-1905), care a oferit un impuls spre reînnoirea sistemului religios în general, Al-'Azhar și îndeosebi în sistemul său de învățământ,  dar și la sistemul de justiție religios, insuflând comunității musulmane ideea de progres și modernitate.

## Sarcinile îndeplinite de Dār al-Iftā' al-Miṣriyyah
Prima categorie de sarcini pe care trebuie să le îndeplinească Dār al-Iftā' al-Miṣriyyah sunt cele de ordin religios 
1. Răspunderea la întrebări și la cerințe de tip fatwā (ro. „verdict religios”), care sunt formulate în diverse limbi
2. Emiterea informațiilor de factură religioasă
3. Pregătirea cercetărilor specializate în domeniul științific
4. Clarificarea unor suspiciuni în ceea ce privește teoria islamică
5. Ancheta de la începutul lunilor arabe
6. Antrenarea reprezentanților de fatwā
7. Instruirea de la distanță a muftī-ilor

A doua categorie de sarcini pe care trebuie să le îndeplinească Dār al-Iftā' al-Miṣriyyah sunt cele de ordin juridic: 
1. Oferirea de consultanță juridică instanțelor competente în chestiuni legate de pedeapsa capitală.

### Servicii prestate de Dār al-Iftā' al-Miṣriyyah
Dār al-Iftā' al-Miṣriyyah oferă o gamă largă de servicii, care să faciliteze metodele de comunicare și transmitere a informației: 
- Serviciul de transmitere a fatwā pe cale orală
- Serviciul de transmitere a fatwā prin intermediul mesajelor vocale
- Serviciul de transmitere a fatwā prin apel direct
- Serviciul de transmitere a fatwā prin intermediul surselor online
- Serviciul de transmitere a fatwā pe cale scrisă
- Serviciul de transmitere a fatwā prin fax
- Serviciul financiar legal
- Serviciul de moștenire și dania rituală islamică ( în arabă: zakāt)
- Serviciul de training
- Serviciul de pregătire la distanță a muftī-ilor

## Dār al-Iftā' al-Miṣriyyah și Mass-Media
Propagarea mesajelor de factură islamică prin intermediul unui mijloc de comunicare virtual, care exercită o influență foarte mare asupra lumii actuale, stabilirea unor relații virtuale între Dār al-Iftā' al-Miṣriyyah cu celelalte instituții locale și internaționale, a favorizat apariția unei secțiuni online Dār al-Iftā' , care și-a propus îndeplinirea unor obiective în favoarea acestui instrument care facilitează accesarea informației și susținerea unor puncte de vedere diferite cu privire la realitatea islamică din punct de vedere legislativ și religios: 
1. Monitorizarea mesajelor promovate de mediul online la nivel local, regional și global.
2. Întărirea gradului de conștientizare a rolului jucat de Dār al-Iftā' al-Miṣriyyah.
3. Direcționarea scrisorilor și emiterea de fatāwā promulgate de către Dār al-Iftā' al-Miṣriyyah.

Secțiunile centrului din mediul online al Dār al-Iftā' al-Miṣriyyah sunt:
- Unitatea de monitorizare mass-media și redactarea rapoartelor de presă zilnice
- Unitatea de emitere a datelor și a comunicatelor de presă
- Unitatea de formare și concretizarea performanțelor mass-media și stabilirea planurilor
- Unitatea administrativă de coordonare și comunicare

Dār al-Iftā' al-Miṣriyyah își extinde granițele din mediul virtual și în rețele de socializare precum Facebook, Twitter, Youtube, numărul abonaților de pe rețeaua de socializare Facebook ajungând în anul 2018 să depășească 7 milioane, iar cel de pe Twitter fiind în continuă creștere de la 113.000 de abonați, luându-și astfel un avânt important în publicarea și transmiterea de mesaje cu conținut atât scris, cât și video, respectând criterii de bază precum vârsta și cerințele publicului larg, dar și limba de comunicare cu aceștia, care nu este doar limba arabă, ci și prin alte limbi de circulație internațională, făcând astfel ca mesajele de interes public din spațiul islamic să fie cunoscute în toată lumea.

## Aprecieri de rang internațional ale Dār al-Iftā' al-Miṣriyyah
- Parlamentul European admite statutul de referință al Dār al-Iftā' al-Miṣriyyah în ceea ce privește emiterea de fatāwā, care încearcă din răsputeri să ajute comunitatea europeană și cea a celorlalte țări în cristalizarea unui discurs de propagare a fatāwā într-un mod solemn, adaptat cerințelor comunității de musulmani din spațiul european, în cooperare cu instituțiile islamice acreditate acolo. Dār al-Iftā' al-Miṣriyyah a fost de acord să furnizeze Parlamentului European o mie de fatāwā, traduse în alte limbi precum engleza, franceza, germana, luând în considerare statutul special al musulmanilor din Europa și a legislației în vigoare și, de asemenea, traducerea unor rapoarte care resping pretențiile grupurilor teroriste și ale organizațiilor extremiste din spațiul islamic.

- Dār al-Iftā' al-Miṣriyyah a aderat în octombrie 2011 la inițiativa „Academic Impact” a ONU, căpătând statutul de membru direct în cadrul ONU, devenind astfel prima instituție islamică din lume care a căpătat calitatea de membru al ONU, ca recunoaștere a eforturilor acesteia din domeniul transmiterii unui număr generos de fatāwā și a înlesnirii contactului dintre diversele culturi și civilizații prin intermediul unui site care își difuzează conținutul în 9 limbi diferite , aceasta pe lângă activitățile Prof. Dr. ʿAli Gumʿa, Marele Muftīu al Republicii și articolele sale de influență globală.

- Dār al-Iftā' al-Miṣriyyah a obținut în anul 2011 un premiu de rang internațional în Mass-Media și comunicare din partea Media International Tenor[12] din Elveția, atingând astfel punctul culminant al eforturilor sale ca un lider în domeniul emiterii de fatāwā, fiind prima instituție islamică din lume care obține această distincție, „Media International Tenor” fiind o fundație cu un rol important la nivel mondial, deținând mai mult de zece filiale care monitorizează și analizează mediul online.[13]